# Inspection générale de la Sécurité sociale
L'Inspection générale de la Sécurité sociale (IGSS) est un établissement public luxembourgeois placé sous l'autorité du ministère de la Sécurité sociale.

## Missions
L'IGSS a pour missions majeures :
- contribuer à l'élaboration des mesures législatives et réglementaires en matière de sécurité sociale ;
- assurer le contrôle des institutions de sécurité sociale qui, en vertu des lois et règlements, est exercé par le gouvernement ou un membre du gouvernement ;
- réaliser des analyses et études, à des fins d'évaluation et de planification, des régimes de protection sociale tant au niveau national qu'international.